# Dębowa Góra (Skierniewice)
Pour les articles homonymes, voir Dębowa Góra.
Dębowa Góra est une localité polonaise de la gmina et du powiat de Skierniewice en voïvodie de Łódź.